# Махуика (кратер)
Кратер Махуика (англ. Mahuika crater) — подводный кратер в Новой Зеландии, предположительно метеоритно-ударного происхождения. Расположен на континентальном шельфе в 120 километрах к юго-западу от острова Стюарта, вблизи островов Снэрс. Имеет диаметр 20±2 километра и глубину 153 метра. Назван в честь маорийской богини огня. Открыт Даллас Эббот и её коллегами из обсерватории Земли Ламонт-Догерти Колумбийского университета.
Около 1400 года нашей эры аборигены Новой Зеландии покинули свои поселения на южном побережье. Новозеландский эксперт по цунами профессор Джеймс Гофф объясняет уход жителей с побережья цунами, возникшим в результате землетрясения около 1500 года, однако крупнейшие исторически зафиксированные землетрясения вызывали цунами высотой не более 40—60 метров. На острове Стюарта (Новая Зеландия) морской песок присутствует на высоте около 220 метров над уровнем моря в местечке Хеллфайер Хат и на высоте около 150 метров в районе бухты Мэйсона. В восточной Австралии обнаружены отложения, оставленные мегацунами с максимальной высотой около 130 метров и датируемые (радиоуглеродным методом) примерно 1500 годом. Исследовательская группа Эббот считает, что предположение о падении космического тела объясняет как геологические, так и антропологические свидетельства лучше, чем гипотеза о землетрясении.
Основываясь на анализе аномалий в содержании химических элементов, микроокаменелостей и образцов минералов в кернах льда из толщи ледника Сайпл Доум в Антарктиде, Эббот пришла к выводу, что, с довольно высокой достоверностью, удар метеорита произошёл в 1443 году нашей эры.